# Cimarron Hills
Cimarron Hills – jednostka osadnicza w Stanach Zjednoczonych, w stanie Kolorado, w hrabstwie El Paso.